# جون ويلمار بيريز
جون ويلمار بيريز (بالإسبانية: John Wilmar Pérez)‏ (مواليد 21 فبراير 1970) هو لاعب كرة قدم. يلعب مع منتخب كولومبيا لكرة القدم. سبق له أن لعب في كأس العالم لكرة القدم مع منتخب بلاده.

## روابط خارجية
- جون ويلمار بيريز على موقع الاتحاد الدولي (مؤرشف)  (الإنجليزية)
- جون ويلمار بيريز على موقع الدوري الأمريكي (الإنجليزية)
- جون ويلمار بيريز على موقع قاعدة بيانات كرة القدم.إي يو (الإنجليزية)
- جون ويلمار بيريز على موقع ناشيونال فوتبول تيمز (الإنجليزية)
- جون ويلمار بيريز على موقع أوليمبيديا (الإنجليزية)